# 도다 미쓰히사

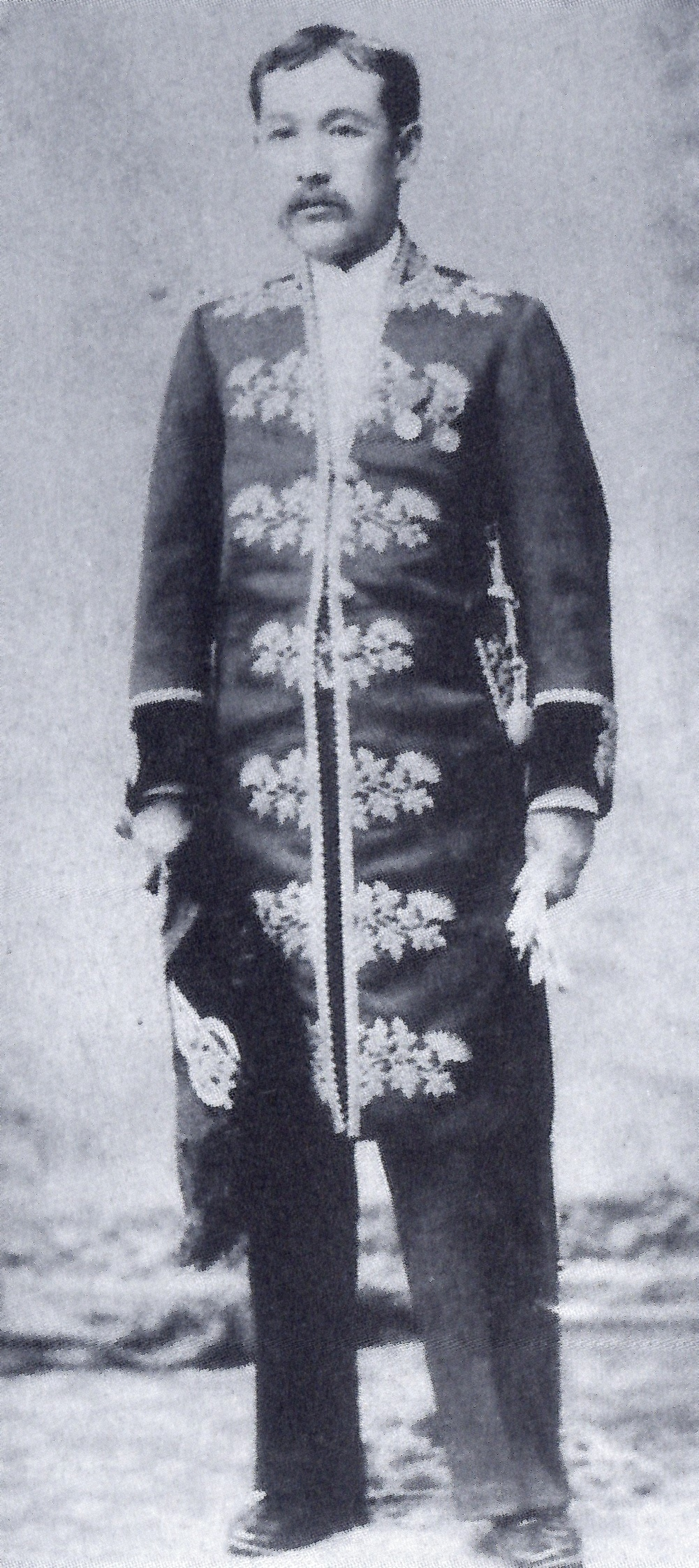
도다 미쓰히사 자작

마쓰다이라 미쓰히사(일본어: 松平光則, 1828년 8월 17일 ~ 1892년 12월 30일)는 메이지 시대의 자작이다. 1871년 폐번치현 조치에 따라 도다 미쓰히사(戸田光則)로 이름을 바꿨다. 시나노 마쓰모토 번 마지막 번주를 지냈다. 마쓰모토 번 선대 번주 마쓰다이라 미쓰쓰네의 칠남으로 태어났다.
| 전임 마쓰다이라 미쓰쓰네 | 제9대 마쓰모토 번 번주 (도다 마쓰다이라가) 1845년 ~ 1871년 | 후임 폐번치현 |